# Szárliget–Fáni-völgy erdei vasút
A 20. század elején az akkor Fejér vármegyei Szárligetről (akkori nevén Szaár) két keskeny nyomközű erdei vasút is indult. Az egyik az egykori Bálintháza-tanyán, Mesterberek-pusztán, a ma Tarján községhez tartozó Tornyópusztán át Tarján nyugati, illetve Vértestolna keleti határán keresztül Héreg északi határáig ért a Gerecse hegységben, a másik pedig a Vértes hegységben található Fáni-völgyig futott közel Vérteskozma község határáig.

## Története
Az 1910-es években a budapesti székhelyű, „Szári Uradalom Drach és Kronberger” nevű fakereskedő cég a mai szárligeti vasútállomástól Vöröstóig 4,5 km hosszú, lóvontatású kisvasút építését tervezi a Vértes hegység keleti részében elterülő erdőségek faanyagának kitermeléséhez. A terület akkor Wekerle Sándor birtoka volt. A tervezett nyomvonal előzetes közigazgatási bejárására 1916. július 5-én kerül sor. 1916. augusztus 18-i keltezéssel a kereskedelemügyi miniszter 51180/III/1916 számon megadja az engedélyt a kisvasút megépítésére. A szárligeti vasútállomáson normál nyomközű (nagyvasúti) iparvágány létesül a kisvasúton zajló áruforgalom kiszolgálására.
A kisvasút úgynevezett műtanrendőri bejárására 1918. február 22-én kerül sor. A bejárás során a bizottság több hiányosságot is feltár, amelyek pótlását rövid határidőhöz köti, de megadja az engedélyt a vasútüzem beindítására. A 760 mm-es nyomtávolságú vonal 7 kg/fm méretű sínekből épül meg, legnagyobb emelkedése 30 ezrelék (1 km távolságon 30 méter), legkisebb ívsugara 30 méteres. Az engedélyezett tengelyterhelés 2,4 tonna. Kitérők csak a vonal két végpontján létesülnek, 70-70 méter hosszúságban.
Az erdei vasút még az indulás évében új vonalakkal bővül, emellett tulajdonosváltás is bekövetkezik, az új tulajdonos a Szári Erdőértékesítő Rt. A kibővített, immár gőzmozdony üzemű hálózat műtanrendőri bejárására 1918. december 12-én történik meg.

## A vasút funkciója

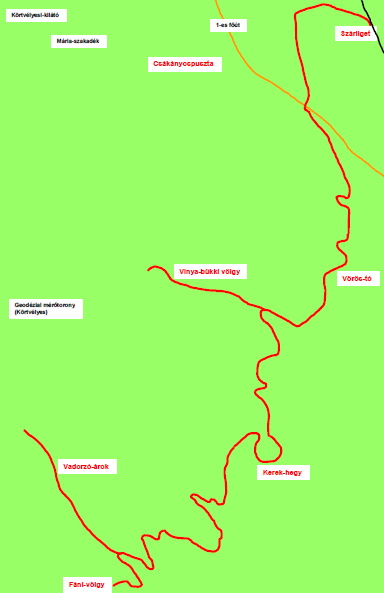
Az egykori Szárliget - Fáni-völgy erdei vasút nyomvonala

A vértesi erdőkben kitermelt faanyag és az üveggyártásra is alkalmas különleges minőségű homok mellett az egykori szálláskúti tehenészet tejtermelését is szállította a nagyvasútra.

## A vasút hálózata

#### Fővonal
A vöröstói végpont 45-ös szelvényétől (4,5 km) Szálláskút érintésével a teljes Kerek-hegyet óriási, 270 fokos kanyarral körbekerülve a Nagyszéna-hegy oldalában vezet, majd a Holdvilág-árkot (igen, a Vértesben is van) elérve és annak völgyében haladva a 140-es* szelvénynél (14 km) ér véget. (*a helyszínen mért adat - Moór Attila)

#### Vinya-bükki szárnyvonal
A fővonal 59-es szelvényénél (5,9 km) ágazik ki és 1400 méter hosszan vezet. A lóüzemre engedélyezett mellékvonalon a legnagyobb emelkedés 115 ezrelék.

#### Vadorzó-völgyi szárnyvonal
A fővonal 99/100-as szelvényénél (9,9, illetve 10 km) kiágazó gőzüzemű vonal a Tamás-hegy oldalában vezet, a Kis-Fáni-völgyön áthaladva, attól 150 méterre a 16-os* szelvényben (1600 méter) végződik. (*a helyszínen mért adat - Moór Attila)
A gőzüzemű vonalakon a legnagyobb emelkedés 48 ezrelékes, ezeken 50%-os megfékezettséget ír elő a jegyzőkönyv, a Vinya-bükki szárnyvonalon 100%-osat. A hálózaton komolyabb műtárgy nem épül, a leghosszabb áthidalás 2 méteres.

### Járműállomány
A járműállományról kevés információ maradt fenn: egy 1907-ben gyártott, 2445 gyári számú kétcsatlós, 50 lóerős Orenstein & Koppel gőzmozdonyról tudunk. Ennek a mozdonynak ismert az előélete is, nem újkorában került Szárligetre: Korábban a mai Lengyelország területén a cseh határ mellett található Kaczyce (ejtsd kacsice) település közelében működő Gewerkschaft Brucker Kohlenwerke Venus Marie Katschitz nevű szénbányászati vállalat mozdonya volt. Katschitz a település német neve volt az Osztrák-Magyar Monarchia idején. Ez a mozdony eredetileg 750 mm-es nyomtávval épült, később alakították át 760 mm-es nyomtávra. Emellett a gőzüzemre engedélyezés során megtartott 1918. december 12-i műtanrendőri bejáráskor egy 9,9 tonnás 2833 gyári számú háromcsatlós Jung gőzmozdony is ismert, amely később, az 1920-as években a felsőtárkányi vasútra került Ilona néven, 357.309 pályaszámmal. Itt 1957 decemberében még kazánvizsgát kapott, majd 1964 végén leselejtezték.

### A hanyatlás kezdete
1937-ből származó iratok szerint a vasútvonal már csak mindössze 7000 méter hosszú és a szálláskúti erdészháznál véget ér. Dokumentumokból kiderül, illetve kikövetkeztethető, hogy történhetett egy dízel motorüzemre történő engedélyeztetés, azonban valószínű, hogy végül a motoros vontatás már nem valósult meg.

### A második világháború utáni időszak
Egy szemtanú szerint 1946-ban még látható volt egy gőzmozdony az árokba lökve a Vinya-bükki ágban. A háború után a még meglévő, de már üzemen kívül álló sínpálya kedvelt játszótere volt a helybéli gyerekeknek, az otthagyott lórékat előszeretettel tolták fel emelkedőkre, majd legurultak velük. Az államosítás során az iparvágány és a kisvasút tulajdonjogát a közlekedésügyi miniszter a MÁLLERD-re (Magyar Állami Erdőgazdasági Üzemek Igazgatósága) ruházza át, amely arra hivatkozva, hogy a vonal által érintett erdők letermelt állapotban találhatók, valamint a kisvasút vonala a háborúban nagyrészt megsemmisült, a létesítményeket nem kívánja átvenni. Ennek ellenére 1948. április 2-án a vonal a MÁLLERD tulajdonba kerül. Az erdőgazdaság a további dézsmálások elkerülése érdekében a kisvasutat felbontja, anyagából és jármű állományából a móri MÁV állomásról kiindulva tervez erdészeti kisvasutat építeni. Erről a kisvasútról iratanyag nem maradt fent, valószínűleg nem épült meg.

## Napjainkban

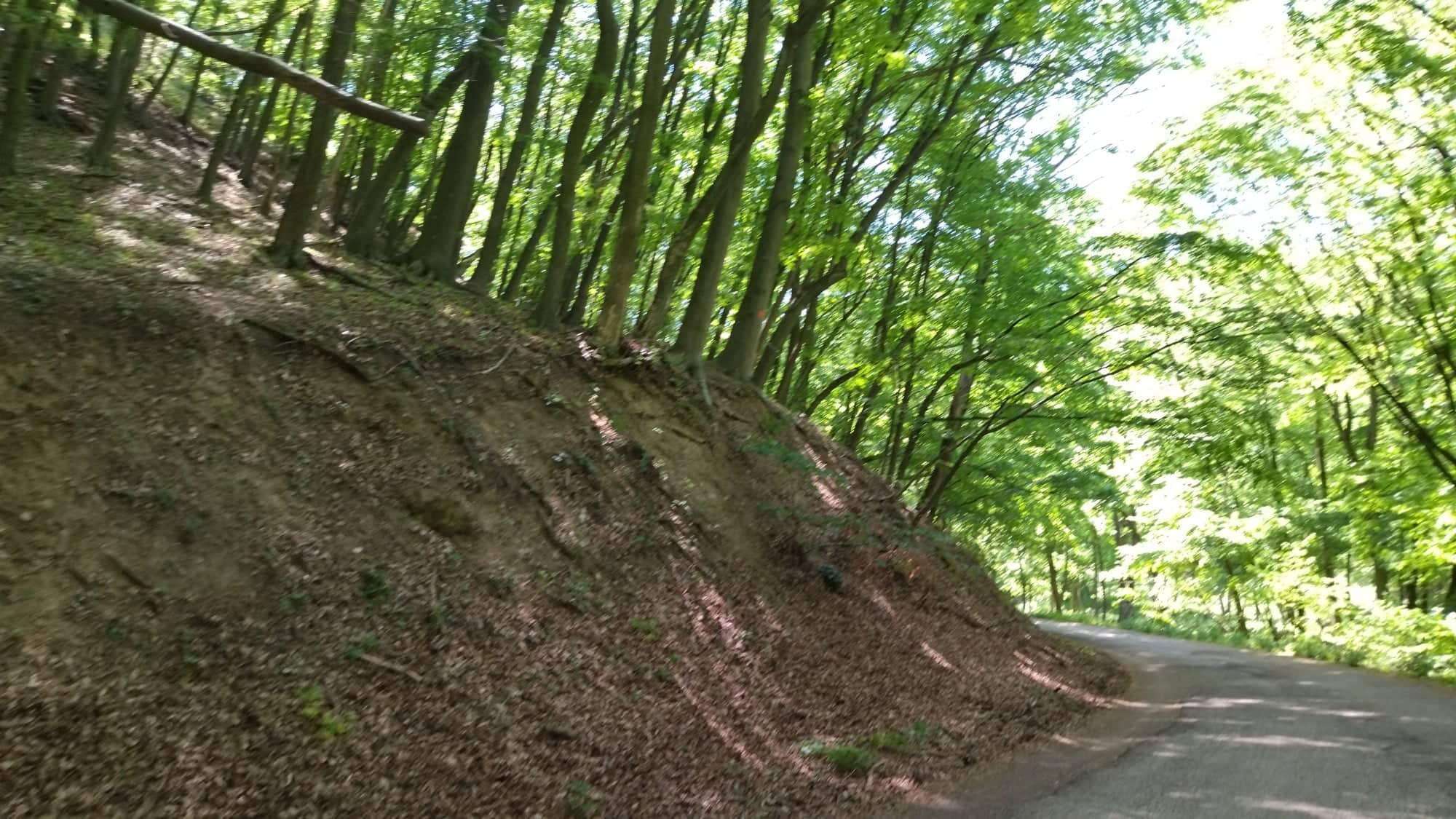
Fáni-völgy

A felbontott kisvasút nyomvonalán az ötvenes évek elejére erdészeti feltáró út épült, amely a korabeli leírásokban, illetve a térképeken máig „Terv út” néven szerepel. Ennek az aszfaltburkolatú útnak köszönhetően gyalogosan, vagy kerékpárral bejárható az egykori nyomvonal annyi kivétellel, hogy a Terv út nem követi a Kerek-hegyet egykor körbekerülő nyomot, hanem csak elhalad a hegy északi oldala mellett.
A szárligeti vasútállomás nyugati oldalán ma is fatelep működik. A nagyvasúti állomás mellett álló hosszú lakóház épület már a kisvasúti rakodó tervrajzán is szerepelt, akkori funkciója nem ismert. A településen belül a vasút a mai Baross Gábor utcán haladt végig.

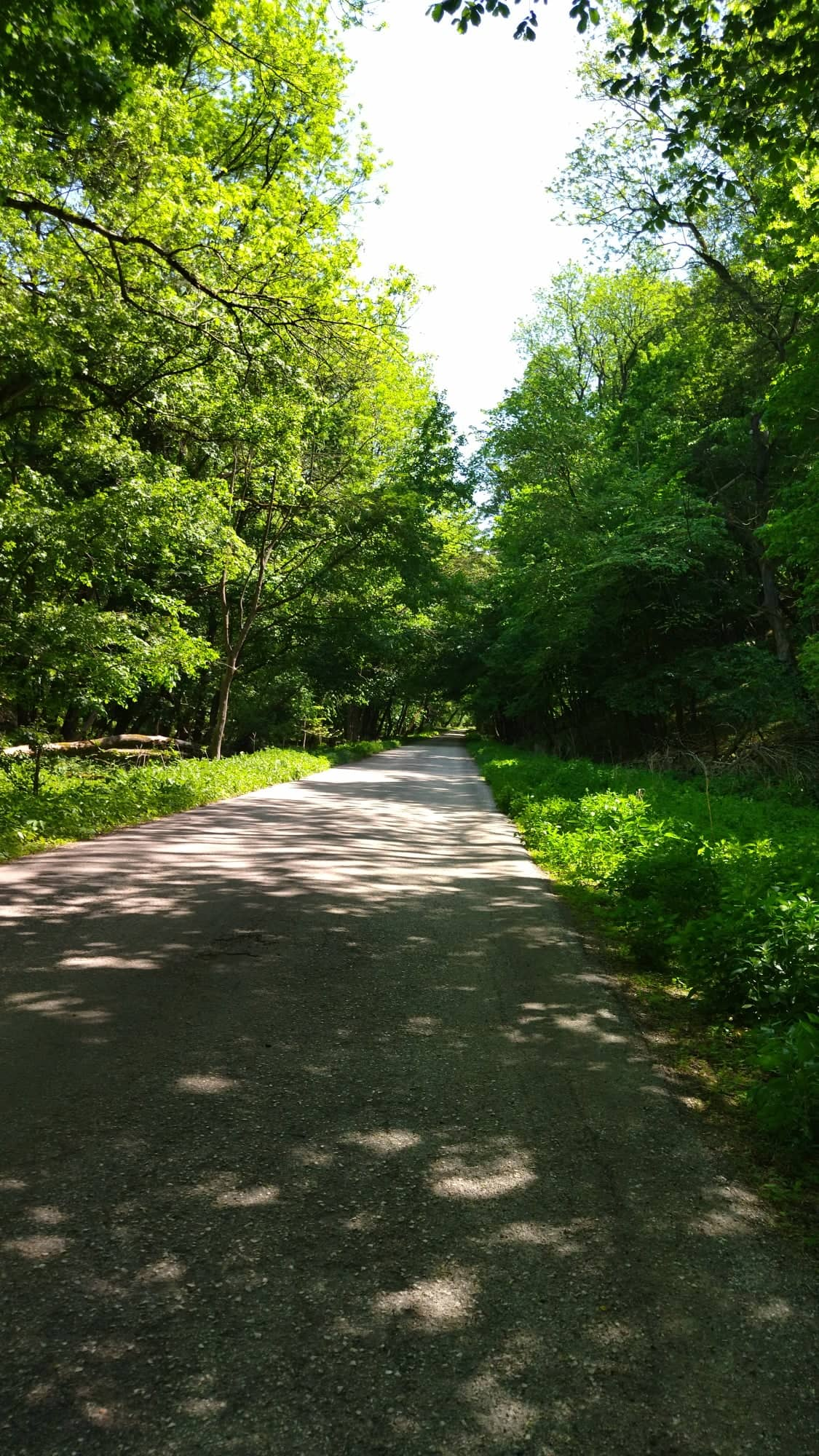
Fáni-völgy